# Puerto Agradable
No confundir con bahía Agradable
Puerto Agradable es una bahía en la costa este de la isla Soledad del archipiélago de las Malvinas, que según la Organización de las Naciones Unidas (ONU), está en litigio de soberanía entre el Reino Unido, quien la administra como parte del territorio británico de ultramar de las Malvinas, y la Argentina, quien reclama su devolución, y la integra en el departamento Islas del Atlántico Sur de la provincia de Tierra del Fuego, Antártida e Islas del Atlántico Sur.
Esta entrada de agua está al sur de Puerto Fitz Roy y al norte de la rada Agradable. La entrada oriental de este puerto está formada por la punta Ganado y la punta Agradable, mientras que la punta Vuelta marca su secctor occidental.